# Distacco del ghiaccio

Una massa di ghiaccio si distacca dal ghiacciaio Perito Moreno.

Il distacco del ghiaccio (in inglese ice calving o iceberg calving) è una forma di ablazione glaciale o smembramento del ghiaccio. È l'improvvisa rottura e rilascio di una massa di ghiaccio da un ghiacciaio, iceberg, fronte glaciale, piattaforma di ghiaccio o crepaccio. Il ghiaccio che si sfalda può essere classificato come un iceberg, ma può anche essere un
- growler (alto meno di un metro e lungo meno di 5 m),
- bergy bit (alto da 1 a 5 metri e lungo da 5 a 15 m) o un
- distacco della parete del crepaccio.
Lo sfaldamento dei ghiacciai è spesso preceduto da una fratturazione fragorosa o boato  prima che i blocchi di ghiaccio alti fino a 200 piedi (61 m) si rompano e cadano in acqua. La loro entrata in acqua provoca grandi onde, spesso pericolose. Le onde formate da ghiacciai come quello di Johns Hopkins possono essere così grandi che i battelli debbono mantenere una distanza di sicurezza di circa due miglia. Questi eventi sono diventati la principale attrazione turistica in luoghi come l'Alaska.
Molti ghiacciai finiscono negli oceani o nei laghi di acqua dolce con la conseguenza naturalmente  del distacco di un grande numero di iceberg. Lo sgretolamento dei ghiacciai della Groenlandia produce solo in un anno da 12.000 a 15.000 iceberg.
Il distacco che si verifica nelle piattaforme di ghiaccio è talvolta preceduto da una fenditura (rift). Questi eventi non sono tanto frequenti, né spesso tantomeno osservati.

## Cause

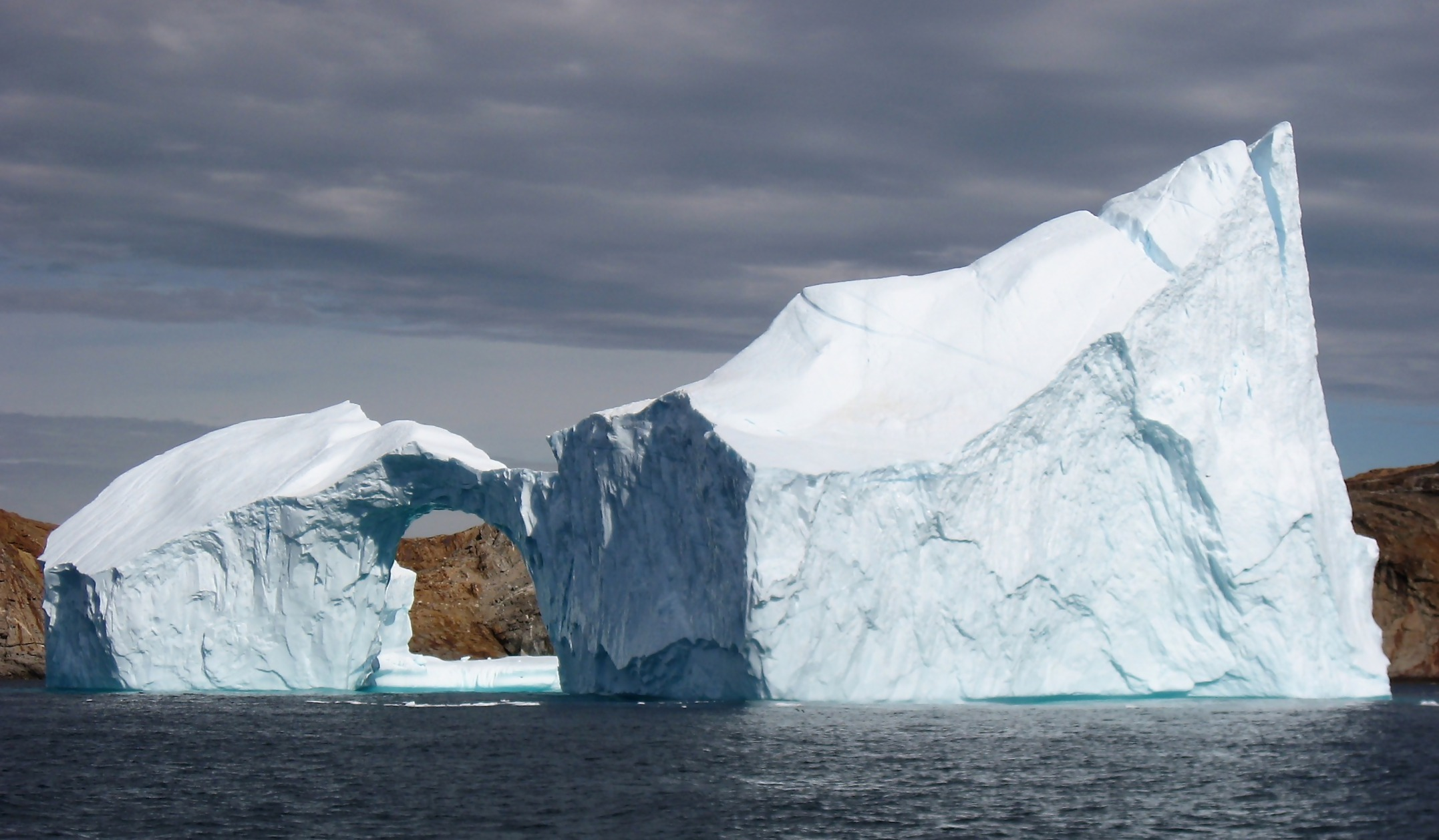
Un iceberg si spezza in due parti quasi uguali

Sebbene il distacco possa essere causato da eventi mareali e sismici, lo sfaldamento periodico e la disintegrazione di masse di ghiaccio sono considerati processi geologici normali. Una dei fattori causali più importanti nel distacco è la tendenza del ghiaccio a sparpagliarsi al termine del ghiacciaio. Altre importanti variabili comprendono le fluttuazioni mareali, ondate di tempesta (storm surge), collisioni con altre masse di ghiaccio, incuneamento dell'acqua di disgelo fin dentro i crepacci, e le screpolature preesistenti lungo le quali si potrebbe verificare lo sfaldamento.

### Legge del distacco
Sono stati identificati molti fattori che contribuiscono al distacco, mentre un'affidabile formula matematica previsionale è ancora in fase di sviluppo. I dati provenienti dalle piattaforme di ghiaccio in Antartide e Groenlandia sono attualmente in fase di assemblaggio onde aiutare a stabilire una 'legge del distacco'. Le variabili utilizzate nei modelli comprendono le proprietà del ghiaccio come spessore, densità, temperatura, struttura asse c, carico di impurità, sebbene la 'tensione di espansione normale del fronte', probabilmente la variabile più importante, tuttavia, non venga di solito misurata. 
Ci sono attualmente diverse concezioni rispetto a cui basare una legge previsionale. Una teoria stabilisce che il tasso di distacco è in primo luogo funzione del rapporto della sollecitazione tensiva per la tensione compressiva verticale, vale a dire, il tasso di sfaldamento è una funzione del rapporto della sollecitazione principale maggiore per quella minore. Un'altra teoria, basata sulla ricerca preliminare, mostra che il tasso di distacco aumenta in base a una potenza del tasso di espansione in prossimità del fronte di distacco. 

## I maggiori eventi di distacco

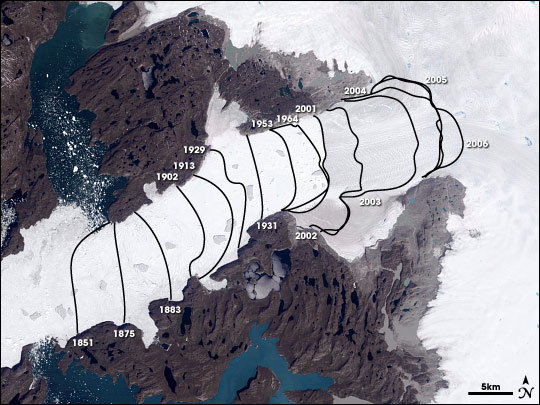
Un'immagine Landsat del Jakobshavn Isbræ. Le linee mostrano la posizione del fronte di sfaldamento dello Jakobshavn Isbræ fin dal 1851. L'immagine risale al 2001 e il fronte di distacco del ghiacciaio può essere osservato nella linea 2001. L'area che si estende dal fronte di sfaldamento al mare (verso l'angolo sinistro in basso) è l'icefjord Ilulissat. (Osservatorio Spaziale della NASA).

### Piattaforma glaciale di Filchner-Ronne
Nell'ottobre 1988, l'iceberg A-38 si staccò dalla piattaforma di Filchner-Ronne. Esso era di circa 150 km x 50 km, una massa di ghiaccio di estensione più grande del Delaware. Un secondo distacco si verificò nel maggio del 2000 creando un iceberg di 167 km x 32 km.

### Piattaforma glaciale di Amery
Un importante evento di distacco avvenne nel periodo 1962-1963. Attualmente, c'è una sezione nel fronte della piattaforma chiamata "dente staccato" (loose tooth). Questa sezione, circa 30 km per 30 km, si sta muovendo di circa 12 metri al giorno e si prevede che alla fine subirà il distacco.

### Piattaforma glaciale di Ward Hunt
Il più grande distacco osservato di un'isola di ghiaccio successe alla piattaforma di Ward Hunt. Diverse volte tra l'agosto del 1961 e l'aprile del 1962 quasi 600 km² di ghiaccio si sfaldarono.

### Piattaforma glaciale di Ayles
Nel 2005, quasi l'intera piattaforma si distaccò dal margine settentrionale dell'Isola di Ellesmere. Fin dal 1900, circa il 90% delle piattaforme dell'Isola di Ellesmere, si è distaccato è allontanato. Questo evento fu il più grande nel suo genere mai accaduto almeno fin dagli ultimi 25 anni. Si persero un totale di 87,1 km² (33,6 miglia quadrate) di ghiaccio. Il blocco più grande era di 66,4 km² (25,6 miglia quadrate) di superficie, (equivalente a approssimativamente a quella di 11.000 campi di calcio o poco più grande di Manhattan).

### Piattaforma glaciale di Larsen
Questa grande piattaforma di ghiaccio, situata nel Mare di Weddell, che si estende lungo la costa orientale della Penisola Antartica, è costituita da tre segmenti, due dei quali si sono distaccati. La piattaforma Larsen B si distaccò disintegrandosi nel febbraio del 2002. Stessa sorte era toccata nel gennaio del 1995, alla piattaforma Larsen A che conteneva 3250 km² di ghiaccio dello spessore di 220 m.

### Ghiacciaio di Jakobshavn Isbrae
Anche noto come Ghiacciaio di Jakobshavn o di Sermeq Kujalleq. Ogni anno, durante l'evento, si distaccano dal fiordo 35 miliardi di tonnellate di iceberg.

## Glacier surfing
Concepito per la prima volta nel 1995 da Ryan Casey nel corso di riprese con la tecnologia IMAX, questo sport coinvolge un surfista trainato nelle vicinanze di una parete di ghiaccio da una moto d'acqua, in attesa che una massa di ghiaccio si distacchi da un ghiacciaio. Può capitare che i surfisti debbano aspettare l'evento rimanendo per diverse ore nell'acqua gelida. Quando una parete del ghiacciaio si distacca, la massa di ghiaccio può produrre onde alte anche 8 metri. Con questo sport, considerato alquanto pericoloso, si riescono a percorrere anche tratti di 300 metri e della durata di un minuto.

## Voci correlate

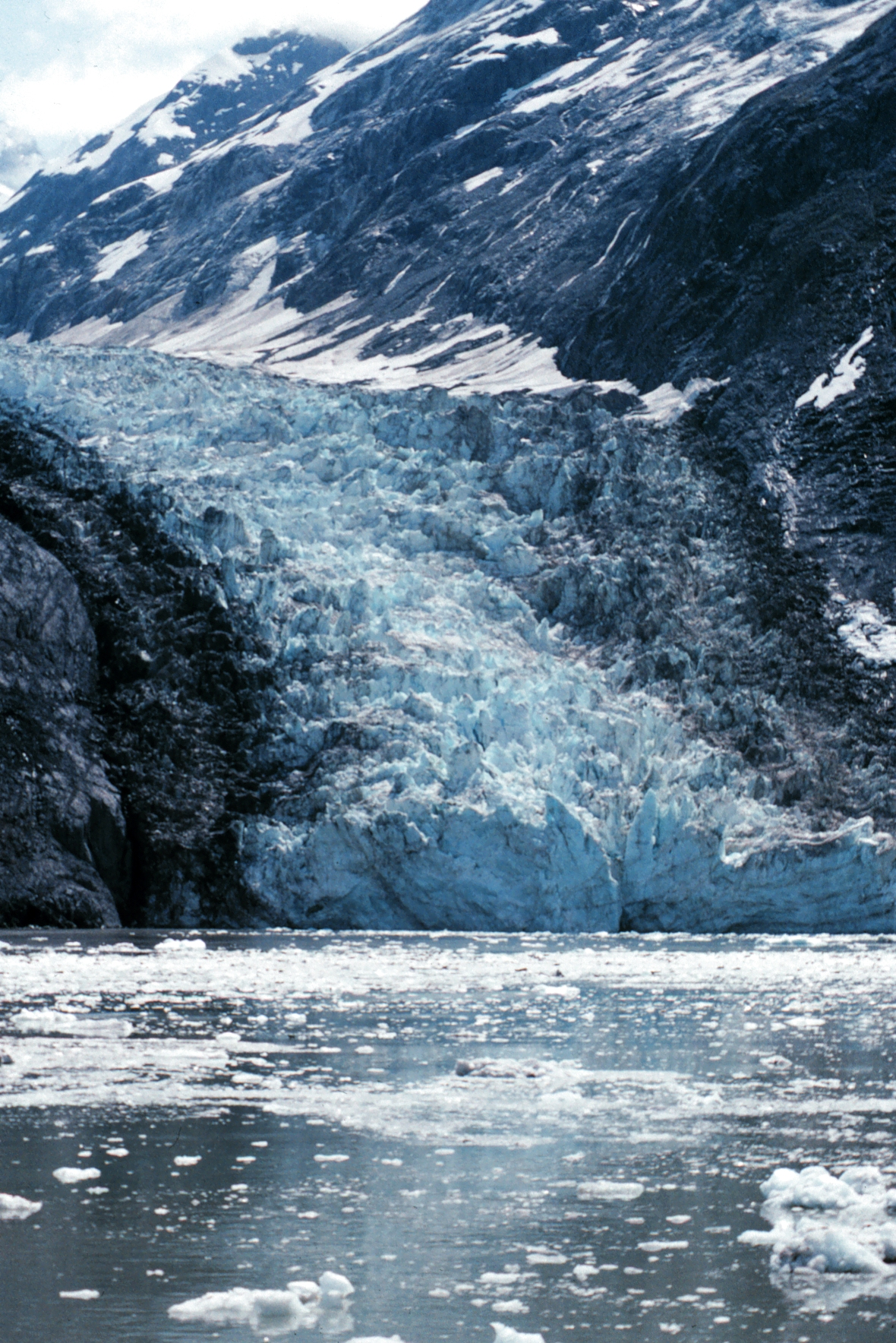
Glacier Bay, distacco dei ghiaccio